# Invito a Guglielmo

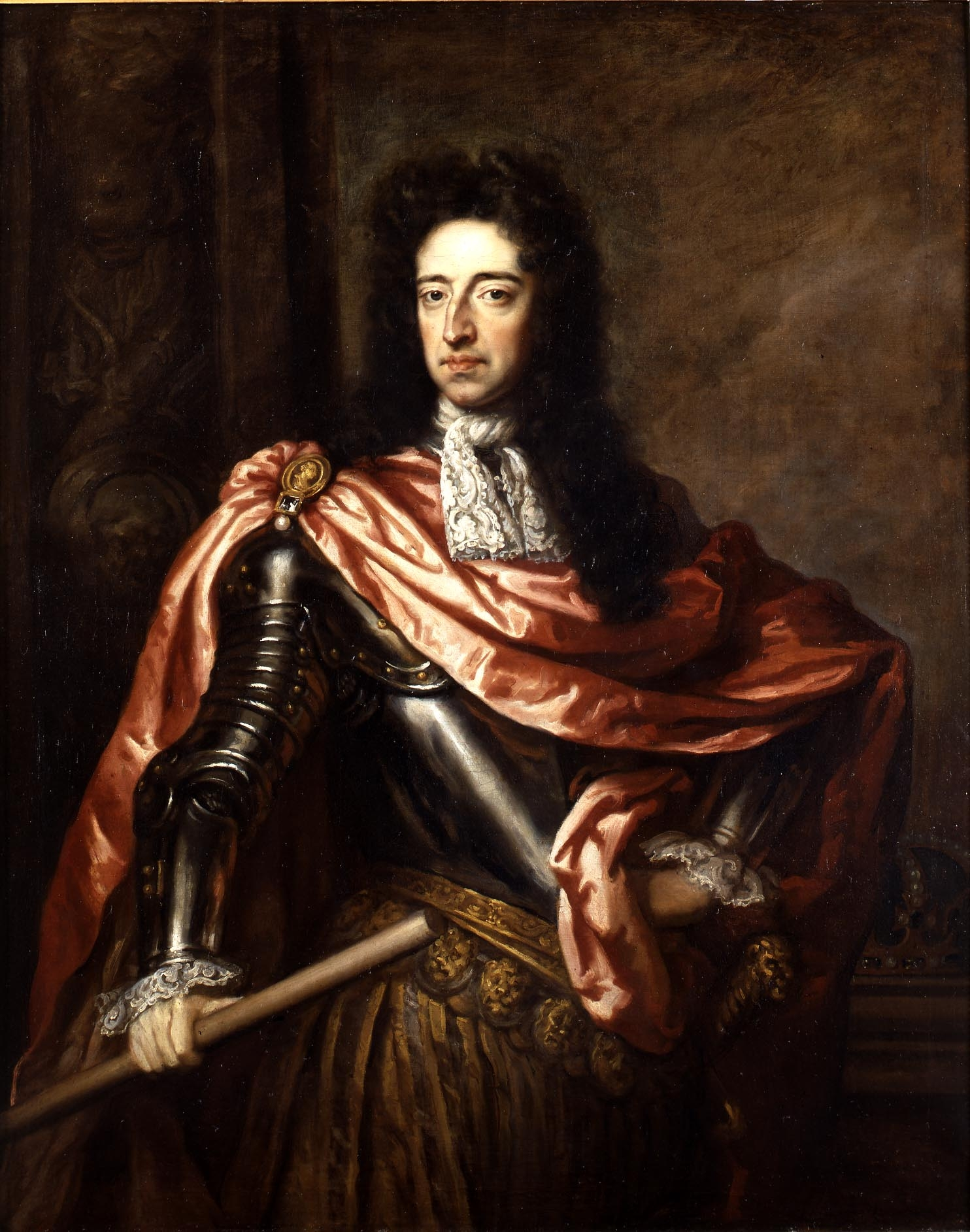
Ritratto di Guglielmo III realizzato da Sir Godfrey Kneller.

Con il termine Invito a Guglielmo (in inglese: Invitation to William) si intende una lettera che sette uomini politici inglesi, noti come i Sette Immortali inviarono il 30 giugno 1688 a Guglielmo III d'Orange.

## Storia
Nella lettera si invitava il principe d'Orange a recarsi a Londra per verificare la situazione politica inglese e per indagare sulla nascita di Giacomo Francesco Edoardo Stuart, figlio del re cattolico Giacomo II d'Inghilterra. La nascita del principe infatti, che avrebbe ricevuto un'istruzione cattolica, assicurava a Giacomo II un erede maschio di fede cattolica ed avrebbe mantenuto una dinastia cattolica sul trono inglese. Guglielmo, nipote e genero di Giacomo II, che prima della nascita era il successore del re, veniva così escluso dalla possibilità di succedergli.
Con questa lettera i sette gentiluomini informarono Guglielmo delle condizioni della flotta e dell'esercito inglesi, ad insaputa di Giacomo II. In realtà gli olandesi avevano già progettato segretamente un'invasione armata dell'Inghilterra, ma questo fu il pretesto per intervenire ufficialmente. Lo sbarco delle truppe olandesi capeggiate da Guglielmo, che diverrà re d'Inghilterra con il nome di Guglielmo III, diede inizio alla Gloriosa rivoluzione.
I Sette Immortali erano:
- Il conte di Danby
- Il conte di Shrewsbury
- Il conte del Devonshire
- Il visconte Lumley
- Il vescovo di Londra (Henry Compton)
- Edward Russell
- Henry Sidney, I conte di Romney (autore della lettera)